# Cophotis
Cophotis – rodzaj jaszczurek z podrodziny Draconinae w obrębie rodziny agamowatych (Agamidae).

## Zasięg występowania
Rodzaj obejmuje gatunki występujące endemicznie na Cejlonie.

## Systematyka

### Etymologia
Cophotis: gr. κωφος kōphos „tępy, stępiony”; -ωτις -ōtis „-uchy”, od ους ous, ωτος ōtos „ucho”.

### Podział systematyczny
Do rodzaju należą następujące gatunki:
- Cophotis ceylanica Peters, 1861
- Cophotis dumbara Samarawickrama, Ranawana, Rajapaksha, Ananjeva, Orlov, Ranasinghe & Samarawickrama, 2006